# Église Notre-Dame de Fors
L'église Notre-Dame est une église située à Fors dans les Deux-Sèvres.

## Histoire
Bâtie au XIIe siècle, l'église est détruite en partie lors des guerres de Religion. Pendant plus de 200 ans, les cérémonies du culte sont célébrées dans la chapelle de l’aumônerie.
En 1740, l'église reçoit une cloche parrainée par Anne-Marie de Catheu, Dame de Fors et son fils.
En 1826, l'église est restaurée grâce à une donation de son altesse royale Marie-Thérèse de France.
À l'intérieur, vers 1930, le grattage des murs fait apparaître des fresques représentant des enfants et un évêque s’appuyant sur sa crosse.
La nef unique à deux travées est voûtée sur croisées d'ogives.
L'édifice est inscrit aux Monuments historiques pour ses deux travées, par arrêté du 13 avril 1989.